# ネクタリス
ネクタリス（Nectaris。日本国外ではミリタリーマッドネス（Military Madness））はハドソンが開発・発売した近未来戦術シミュレーションゲームのシリーズである。
本シリーズは、人類が月に進出した近未来を舞台に、ガイチ帝国軍とプレーヤー率いる連合軍によるレジスタンスの戦いを描いた、ターン制のウォーシミュレーションゲームであり、「ユニット生産」の廃止などを特徴とする。
『ネクタリス』は16マップ、同作の続編の『ネオ・ネクタリス』は24マップ構成で、継続プレイはパスワードによるマップ選択のみ可能。最終マップをクリアすると、ユニット配置の変更された裏面マップへの導入パスワードが表示される。

## ストーリー

### ネクタリス
21世紀、人類は月面への進出を果たすが、大国はその資源をめぐって激しく対立、中でもガイチ帝国は資源の占有を強く主張した。2089年4月6日、遂にガイチ帝国は月に軍隊を送りほぼ全土を占領、月の工場はすべてガイチ帝国の手に落ち、帝国軍の兵器が次々と生産された。逆らった人々はすべて捕らえられ、月面各地の収容所に収容される。その間にもガイチ帝国は地球攻撃のための最終兵器「MOA」の発進準備を進めていた。これを知った人々はガイチ帝国の野望を阻止するべく、収容所の脱走を図り、MOAの発射基地「ベース・ネクタリス」へと向かう。

### ネオ・ネクタリス
連合軍との戦いに敗れたガイチ帝国は、各国の共同主権下にて厳しく監視された。そのさなか、財閥家からの資金援助を受けた帝国軍将校や科学者たちは、プロジェクトネーム「ネオ・ネクタリス」の下、極秘裏に新兵器開発を進め、2099年に武装蜂起の準備を整え、月への侵攻を開始する。

## シリーズ
ネクタリス
PCエンジン版、PC-9800シリーズ版、X68000版、Windows 95版、98版、PS版、PS3版、携帯電話版、PC-DOS版
ネオ・ネクタリス
PCエンジンSUPER CD-ROM²版
ネクタリスGB
GB版
Military Madness
NECTARIS（Xbox 360版）

## 沿革
- 1989年 PCエンジンで1作目を発売
- 1992年 PC-9800シリーズ対応のネクタリスを発売
- 1994年 続編であるネオ・ネクタリスをPCエンジン SUPER CD-ROM2で発売
- 1997年 Windows 95版を無料配布開始
- 1998年 ネクタリスとネクタリスGBがPSとGBで発売。GB版のネクタリスはGBKISS LINKによりこのWebPageから新MAPのダウンロードが可能となっていた。Windows 98版が無料配布開始
- 2005年頃 携帯電話版発売、Windows版配布中断
- 2006年12月20日 Wiiのバーチャルコンソールにて1作目を配布開始
- 2008年2月26日 Wiiのバーチャルコンソールにてネオ・ネクタリスを配布開始。バーチャルコンソール版については2019年1月31日をもってサービス自体が終了。現在新規に入手することは出来ない。以降、現在でも新規入手可能なソフトについてはハドソンの版権を全て保有するコナミデジタルエンタテインメントが販売元になっている
- 2008年5月14日 PS3・PSP向けのゲームアーカイブスにて、プレイステーション版ネクタリスを配布開始
- 2009年10月19日 リメイク版ネクタリスをXbox Live Arcade、PlayStation Network（PS3対応）、Wiiウェアのダウンロードコンテンツで配信[4][5]。時代に合わせてグラフィックは3Dポリゴン化され、マルチプレイヤーモードでは最大4人までのオンラインで対戦が可能。製作は日本ではなく北アメリカ。Wiiウェア版については現在配信終了
- 2009年 Xbox Live Arcade、PlayStation Network、WiiWare、iPhone向けの「ミリタリーマッドネス:ネオ・ネクタリス」の制作を開始
- 2009年9月30日 Xbox 360でMilitary Madness: NECTARISを発売
- 2010年 Android端末のスマートフォン（Android 1.6 以上）向けアプリ版『ネクタリス』を配信[6]
- 2020年3月19日 一部のECサイト限定で販売予定の復刻系ゲーム機・PCエンジン miniにプリインストールされるPCエンジン系ソフト58作品の一つとして、ネクタリスと海外ローカライズ版『MILITARY MADNESS』が同時収録される[3]

## システム

### ゲームの進行
各ステージにはユニットが配置されており、ターン制で双方の軍が交互にユニットを動かして、相手のユニットを攻撃し、戦場を制圧してゆく。敵軍ユニットの全滅か敵軍収容所（ネオ・ネクタリスでは基地）の占拠でステージクリア、自軍ユニットの全滅か自軍収容所の占拠、一定ターン数の経過でゲームオーバーとなる。
1ユニットは8機編成。攻撃をしたり受けたりすることで経験値を得られ、それに応じてユニットの強さは最大8レベルまで上がる。初期配備された歩兵ユニットで中立工場や敵側工場を占拠し、工場内のユニットを味方につけることによって、自軍は強化される。また、損傷を受けたユニットを工場に格納することで、1ターン後にすべての機体数を回復できる。

### ヘックスとZOC
描画されているマップは、ヘックス（HEX）と呼ばれる、蜂の巣状に並んだ六角形のマスに対応している。ユニットの移動力や射程はヘックス数で表される。
また、ユニット周囲の6ヘックスはゾック（ZOC）と呼ばれ、ユニットの支配下に置かれる。ユニットが他ユニットのZOCに侵入した場合は後述の特殊効果の影響を受けるほか、敵ユニットのZOCに1ヘックス侵入したらそのターンではそれ以上進めなくなる。

### 特殊効果
戦闘に影響を与える下記の効果を特殊効果と呼ぶ。ユニットの基本ステータスである攻撃力値、防御力値に、特殊効果を加味した加算や減算が行われ、そこに乱数を掛け合わせて戦闘結果が算出される。
包囲効果
防御側ユニットの周囲すべてをZOCで囲めば、そのユニットの攻撃力及び防御力は半減する。ただし、間接攻撃では包囲効果は得られない。画面端にユニットがある場合に、画面外の部分はネクタリスではZOCに囲まれないもの、ネオ・ネクタリスではZOCに囲まれたものとして判定する。
支援効果
直接攻撃に際して周囲の味方ユニットから得られる特殊効果で、攻撃側ユニットには攻撃力が上昇し、防御側ユニットには防御力が上昇する。隣接する味方ユニットのレベルや、ユニットの機体数によって効果は変わり、これによって歩兵でも戦車と同等以上の戦力を発揮することも可能となる。ただし、間接攻撃では支援効果は得られない。
地形効果
地上を移動するすべてのユニットが得られる特殊効果で、その地形によって防御力が上昇（0 - 40%）する。
攻撃側ユニット2つで防御側ユニットを直線的に挟めば、最も簡単に包囲効果を得られる。攻撃能力を持たないユニットても、敵ユニットに隣接させればZOCを囲めるため、たとえば移動力が高く対地攻撃が不可能な航空機ユニットを用いて包囲することもできる。また、間接攻撃しかできないユニットでも、攻撃対象に隣接していれば支援効果を与えられる。

## ユニット
赤文字で書かれたユニットは「ネオ・ネクタリス」に登場するもの。中にはガイチ軍専用兵器も存在するが、工場に格納されている時に占領すれば自軍のユニットにできる。

### 歩兵
工場や収容所を占領可能で、全地形に進入できる。丘であっても平地と同じように移動可能。戦闘は苦手で攻撃力は低いが、対空攻撃も可能。敵に狙われやすいが、それを利用しておとりにする作戦もある。また、占領によって経験値が4上がる。
- GX-77 GX-78 ムンクス

パワードスーツを着た歩兵。標的にされやすいので護衛が必要。GX-78では対地攻撃力が強化された。日本国外の英名はCharlie（チャーリー）。
- GX-87 GX-88 ダーベック

重パワードスーツを着た工兵。火力・装甲はムンクスより高めだが移動力に劣る。GX-88では対空攻撃力が強化された。日本国外の英名はKilroy（キルロイ）。
- CBX-1 ドレイパー

バイク兵で、道路上における移動速度は最も速い。ただし武装はムンクス程度で、平地では移動力が落ちるほか、荒地・山脈・谷などには進入できない。日本国外の英名はPanther（パンザー）。
- GX-97 ファクター

リペアパーツを携行している技術歩兵。ファクターのZOCにいるユニットは、ターン開始時に少し修復される。

### 戦車
地上の戦闘における主力をなす重量級の装甲車両。ギガントを除くと対空攻撃ができないため、戦闘機に弱い。また、山脈・谷などには進入できない。
- T-79 グリズリー

攻撃力に優れる大型の重戦車。速度は遅いが、防御力も充実している。
- PT-6 アルマジロ

防御力に優れる重戦車。グリズリーよりも装甲が強化されている分、攻撃力に劣る。足は遅い。日本国外の英名はPolar（ポーラー）。
- S-61 S-63 バイソン

標準量産タイプの中型戦車。比較的足が速い。成長前後の能力差が大きめに設定されており、生き残れば戦況を大きくリードすることになる。S-63では対地攻撃力が強化された。
- TT-1 レネット

砲塔を二つ持つ旧式の中型戦車。
- HMB-2 HMB-4 ギガント

大型要塞戦車。移動速度はきわめて低いが、対地攻撃、防御力は最大クラス。対空攻撃も可能。HMB-4では移動力が強化され、荒地に進入できる。日本国外の英名はGiant（ジャイアント）。
- GS-81 GS-83 スラッガー

ガイチ軍の主力中型戦車。戦車においては最も足が速い。GS-83では対地攻撃力が強化された。
- GT-86 GT-88 モンスター

ガイチ軍の大型戦車。走攻守そろった重戦車。GT-88では対地攻撃力が強化された。

### 自走砲
離れた場所から攻撃ができる間接攻撃車両。カノンを除くと対空攻撃ができず、移動するとそのターンでは攻撃できない。接近されると無力。敵自走砲をうまく弱体化させることにより、効果的に経験値を得ることができる。
- SG-4 SG-5 ナスホルン

カノン砲を装備した自走砲。攻撃力が低く、射程が長いのが特徴。成長前後の能力差が大きめに設定されている。SG-5では防御力が強化された。
- MR-22 MR-23 エストール

24連装ロケットランチャーを装備している自走砲。攻撃力は高いが、射程がやや短い。PC版では「攻撃力が高く『命中率』が低い」との解説がある。MR-23では防御力が強化された。
- HA-55 カノン

4連装機関砲を装備した間接攻撃車両。射程が極めて短く、歩兵と隣接していないと攻撃できないが移動後の攻撃や対空攻撃も可能。

### バギー
攻撃後に移動をすることができる軽量級の装甲車両。攻撃力はそれなりだが装甲は薄い。
- MB-5 MB-8 ラビット

対地ミサイルランチャーを装備しているバギーで、攻撃後の離脱が可能。足が速い。MB-8では対空攻撃力が強化された。
- MB-4 MB-7 リンクス

長距離ミサイルを装備したバギーで、攻撃後の離脱が可能。対地には間接攻撃だが、対空攻撃をする際は直接攻撃となる。MB-7では対空攻撃力が強化された。

### 戦闘攻撃機
移動力・攻撃力に優れた戦闘用航空機。地形の影響を受けない。
- FX-1 ファルコ

対空ミサイルを搭載した制空戦闘機。攻撃力は高いが防御面が低く、対地攻撃力は持たない。
- AX-87 ジャビイ

対地攻撃用の爆弾を搭載した地上爆撃機。対地にはかなりの威力を発揮するが、空中戦には弱い。
- EF-88 ハンター

ガイチ軍の「切り札」というべき戦闘爆撃機。ファルコに準ずる対空攻撃力、ジャビィ並の対地攻撃力に加え、防御力も高い。コンピューター側のユニットとしては凶悪な性能を誇り厄介な存在ではあるが、プレイヤー側のユニットになると命中率が下がりZOC、地形効果関係なく撃ち損じが起こる等、さほど頼もしくない。

### 対空車両
航空機を撃退するためのユニット。地上戦は苦手。
- AAG-4 シーカー

4連装機関砲を装備している対空車両。爆撃機からの反撃を受けやすい。地上戦にも対応しているが威力は低い。
- MM-107 ホークアイ

長射程対空ミサイルを搭載した、間接攻撃専用の対空車両。航空機には絶大な効果を発揮するが、爆撃機に狙われやすく、接近されると無力。また、地上戦には対応していない。

### 輸送ユニット
移動力のない、あるいは遅いユニットを搭載して運ぶ。また、輸送ユニットの機体数より輸送されるユニットの機体数のほうが多くても輸送できる。装甲が薄い。
- NC-1 NC-2 ミュール

歩兵・地雷・野砲の輸送を目的としたトラック。武装はムンクス程度。NC-2では移動力が強化された。
- C-61 ペリカン

全ての地上部隊（輸送中のミュールを除く）を輸送できる大型輸送機。武装は一切ない。

### 野砲
移動力を持たないので、目的地までは工場から輸送ユニットで運ぶ必要がある。また、装甲が薄い。
- SS-80 モノケロス

強力な大砲を装備した対地攻撃野砲で、高い威力に加え、射程も長い。
- SR-22 ギルモア

対地対空両用の特殊野砲。1ターンに2回の攻撃が可能だが、威力はやや低めで射程も若干短い。

### 地雷
設置式のユニットであり、ラップルを除けば移動力を持たないため、目的地までは工場から輸送ユニットで運ぶ必要がある。攻撃で除去できる。
- M-77 ヤマアラシ

要衝に設置し敵の進行を妨害する固定式地雷。攻撃はできない。拠点防衛の際、隣接ユニットに対し絶大な防御効果を提供する。
- TB-10 マイト2

設置から2ターン後に爆発する時限爆弾。設置して2ターン経つと、ターン終了時にマイト2のZOCにいたユニットは敵味方問わず全滅する。地雷の中では最も防御力が高い。
- KM-55 ラップル

主に、戦闘時に包囲効果を得るために使われる移動式浮遊地雷。攻撃力はない。飛行ユニットなので、ハンターやファルコ、対空車両などに弱い。

### バイオ兵器
『ネオ・ネクタリス』に登場する、ガイチ軍の最終兵器。一定のターンが経過すると形態変化して性能が向上する。通常のユニットと違い、バイオ兵器にはHP（耐久力）が設定されており、攻撃によってHPを0にすれば破壊できる。HPが減少すると攻撃力・防御力が低下する点、工場に格納すれば機体数が全回復する点は通常のユニットと同じ。
- BT-90 ガーディン

形態変化によって防御力が成長する防御型バイオ兵器。
- BT-91 マジュー

形態変化によって対地・対空攻撃力が成長する攻撃型バイオ兵器。
- BT-92 ブレナー

形態変化によって移動力が成長する高速型バイオ兵器。バイオ兵器の中では唯一の飛行ユニット。

## 評価
Game Watchの稲元徹也は、本格派な戦略シミュレーションでありながら、初心者にもわかりやすいルールや、操作性の良さなどを評価している。ライターの芹澤正芳は、ムック『このレトロゲームを遊べ!』に寄せられビュー記事の中で、生産の概念がないことにより、マップ上のユニットのみで戦う必要が出てくるため、詰将棋のような面白さがあると評価している。

### 後世への影響
1992年にハドソンから発売された『アースライト』は、本作品のシステムを引き継いでいる。